# Yi Shu
 (mai 2018).
Si vous disposez d'ouvrages ou d'articles de référence ou si vous connaissez des sites web de qualité traitant du thème abordé ici, merci de compléter l'article en donnant les références utiles à sa vérifiabilité et en les liant à la section « Notes et références ».
YiShu (en chinois : 亦舒 ; pinyin : Yi Shu ; cantonais Jyutping : Yik Sue), de son vrai nom Ni Yishu (en chinois : 倪亦舒 ; pinyin : Ni Yishu ; cantonais Jyutping : Ngi Yik Sue), née le 24 septembre 1946 à Shanghai, en Chine, est une écrivaine hongkongaise.
Romancière, dramaturge, critique littéraire et journaliste, c'est une chef de file de la littérature féministe en mandarin. Son public est essentiellement féminin et sa production, particulièrement prolifique. En effet, de 1961 à aujourd’hui, elle a publié plus de deux cent cinquante romans, dont Xibao (zh), avec comme maison d’édition TianDi. Dernière Romance (zh) a été transformé en film et est sorti à Hong Kong en 1988. La Première Moitié de ma vie (zh) a été adapté en série télévisée et est sorti en Chine en 2017.
En décrivant une société qui maintient la femme dans une situation d'infériorité, YiShu devient peu à peu la figure de proue du féminisme hongkongais.
Ainsi, dans ses histoires d'amour, les femmes occupent une place tout aussi importante que celle que leurs confrères masculins occupent dans la littérature chinoise du XXe siècle.

## Biographie
Yi Shu est née à Shanghai le 24 septembre 1946, au sein d’une fratrie de six frères. YiShu est la sœur de Ni Kuang, scénariste, écrivain de science-fiction et auteur de romans.
À l’âge de 5 ans, elle arrive à Hong-Kong avec son plus jeune frère. La ville est alors sous contrôle britannique. À 15 ans, son choix est déjà fait, elle sera une journaliste et une écrivaine célèbre. Ainsi, YiShu devient journalise au Ming Pao à 17 ans et dix ans plus tard, entame des études supérieures de gestion hôtelière à Manchester au Royaume-Uni.
En 1977, elle occupe un poste de superviseur dans un hôtel taïwanais puis dans un hôtel hongkongais.
Elle vit au Canada et poursuit sa carrière de romancière et nouvelliste dont le récit se construit dans le Hong Kong actuel. 

## Style et influence
En tant qu'écrivaine, Yi Shu se distingue de par ses histoires romancées mais sobres et son style concis et à la mode[Selon qui ?].
Elle publie sa première histoire courte à l'âge de 15 ans et est devenue depuis l’une des écrivaines de fiction les plus connues à Hong Kong, avec par ailleurs une production prolifique. Ses œuvres représentatives incluent Story of the Rose et Once Deeply in Love.
Elle a publié plus de 180 œuvres, de longs romans comme de nouvelles plus courtes. Ses écrits constituent une transposition vivante de la vie des classes moyennes à Hong Kong, d’un point de vue influencé par les cultures orientales et occidentales.
Après avoir assis sa réputation en tant qu’écrivaine de romans idéalistes, YiShu se diversifie depuis quelques années et ses œuvres incluent désormais des histoires de fantôme, des contes oniriques, des récits de phénomènes inexplicables et des leçons de vie, c'est-à-dire des contes moralistes aidant à résoudre les problèmes du quotidien.
Bien qu’aucune recherche statistique n’ait été faite, on[Qui ?] estime que plus de 80 % des lecteurs de Yi Shu sont des femmes âgées de 15 à 25 ans. Non seulement, elle est extrêmement populaire à Hong-Kong mais, en outre, ses fictions sont également lues en Chine, à Singapour, en Malaisie et dans d’autres pays d’Asie du sud-est.

### Xibao
XiBao est une de ses œuvres les plus connues. Le personnage, Xibao, âgée de 21 ans, jolie, intelligente et élégante, effectue ses études à l'université de Cambridge. Une de ses meilleures amies, Conghui Xu est née dans une famille riche. Le père de Xu et son frère sont fascinés par XiBao.
Xibao accepte finalement les avances du père de Xu, un homme mature, charmant et riche, dans le but de financier ses études et de s’assurer une meilleure vie. La grande fortune et les entrées de Monsieur Xu permettent à XiBao de se faire une place dans la haute société. Mais malgré sa soudaine ascension, Xibao reste dépendante des désirs de son bienfaiteur, qui exige d’elle une totale soumission et la prive de sa liberté. Toutes ses actions sont rapportées au père de Xu par ses hommes de main.
Xibao rencontre alors un jeune professeur allemand et tombe peu à peu amoureuse de lui. M. Xu finit par l’apprendre et fait tuer le professeur.
Plus-tard, elle tombe dans une grande dépression car elle apprend que sa mère s'est suicidée après son deuxième mariage. Xibao renonce alors à ses études et devient alcoolique. Même l'argent ne peut plus lui apporter satisfaction. De plus, elle a observé que malgré leur richesse, aucun des membres de la famille Xu n’est réellement heureux.
Sa meilleure copine, la fille de monsieur Xu, Conghui, se marie avec un homme qui en a pour son argent et finalement, quitte son mari et sa famille.
Le frère timoré de Conghui est à la limite de s'effondrer car son amour interdit pour Xibao n’obtient aucune réciproque. Et sa sœur, est, elle, affligée par son mari et ses affaires avec d’autres femmes, et tourmentée par un cancer, elle décide de mettre fin à ses jours. Monsieur Xu, finit par mourir lui-aussi, après avoir assisté à toutes les mésaventures de sa famille.
XiBao hérite de la fortune de Monsieur Xu mais elle n’attire plus personne. En effet, elle a perdu sa jeunesse, le plus beau moment de sa vie, son amour et le plus important : sa joie de vivre.
A travers les yeux de XiBao, le monde est désormais froid et sa décision de vivre avec Monsieur Xu lui semble une sage décision. « Je ne me plains pas de cette société. Rien n’est mauvais dans ce monde. Tout ça, ce n'est que mes choix », dit-elle. Son choix démontre son désespoir vis-à-vis des hommes et ses peurs de vivre toute seule dans la pauvreté.